# Philips Vingboons
Philips Vingboons (circa 1608, Amsterdam - 1678, Amsterdam) est un architecte néerlandais du siècle d'or néerlandais. Élève de l'architecte Jacob van Campen, et représentant du classicisme hollandais, il œuvre essentiellement dans sa ville natale Amsterdam.

## Biographie

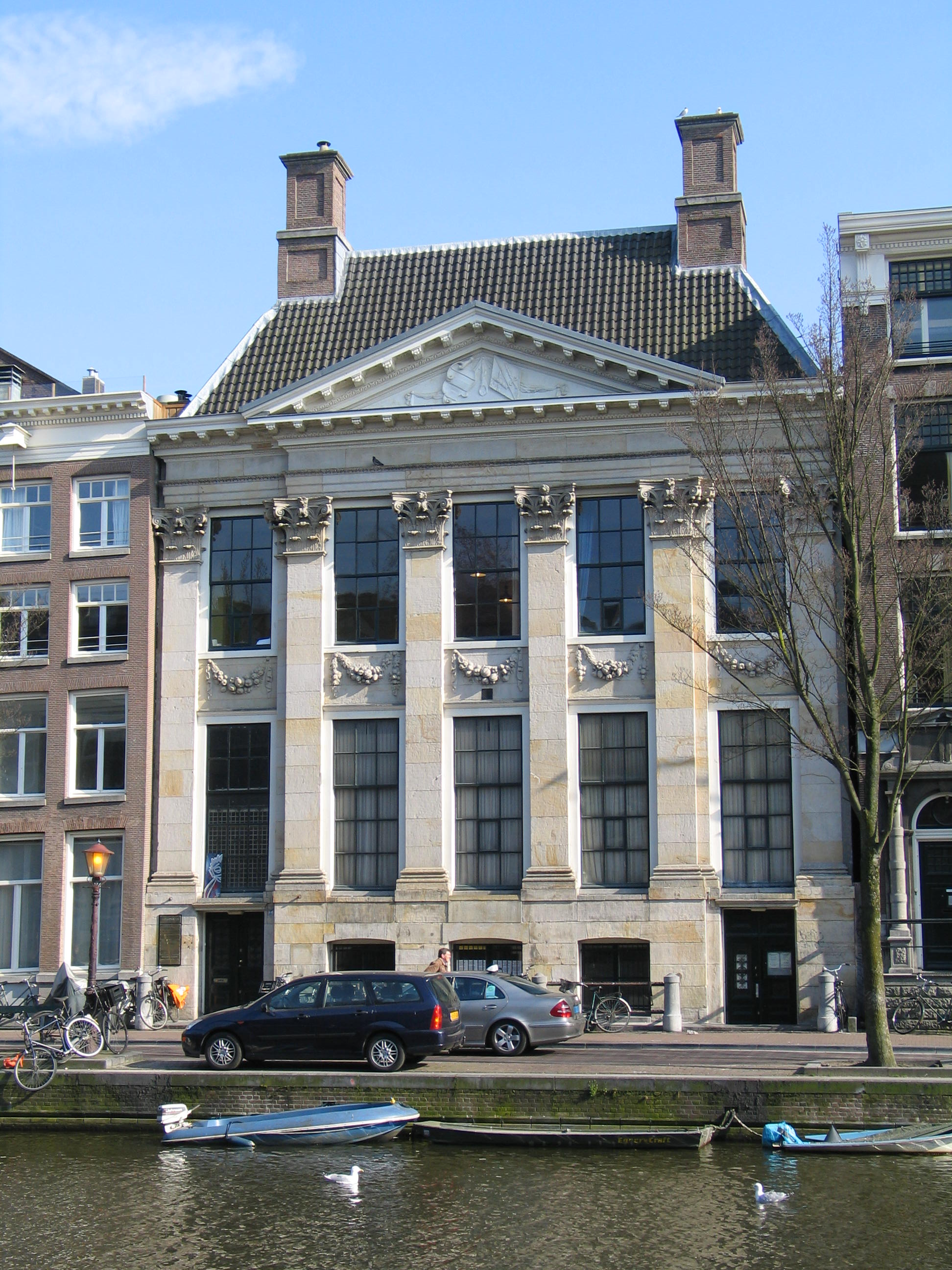
Het Poppenhuis, œuvre architecturale de Philips Vingboons

Philips Vingboons est né à Amsterdam aux Pays-Bas vers 1608. 
Son père David Vinckboons est un peintre originaire des Pays-Bas méridionaux. Contraint par les événements de la révolte des gueux, il quitte Anvers pour rejoindre Amsterdam. Philips Vingboons a neuf frères et sœurs. Son frère Johannes Vingboons est peintre, tandis que son frère Justus Vingboons est également architecte.
Philips Vingboons commence sa carrière comme peintre dans l'entreprise familiale avec son père, et ses frères et sœurs. Il étudie la cartographie, les mathématiques, l'architecture et la littérature antique. Par la suite, il se spécialise dans l'architecture et devient l'élève de Jacob van Campen. Il se fiance avec Petronella Questiés le 21 avril 1645 à l'âge de 37 ans. Un ensemble de ses dessins architecturaux est gravé par son frère Jan pour le conseil municipal d'Amsterdam. Ces gravures sont publiées en 1688 par Justus Danckerts. C'est grâce à cette publication que l'on peut attribuer les œuvres architecturales conçues par Vingboons. Cette publication contient des œuvres qui ne furent jamais construites comme la maquette de l'hôtel de ville d'Amsterdam, ou bien la résidence d'été Vredenburch à Beemster.
Il décède en 1678 à Amsterdam et y est enterré le 10 février 1678.

## Œuvres
- Herengracht 168, Amsterdam
- Kloveniersburgwal 95, Amsterdam
- Het Poppenhuis, Amsterdam
- Cromhouthuizen, maintenant le Musée Biblique d'Amsterdam, Herengracht 364-370, Amsterdam
- Huis Deutz, Herengracht 450, Amsterdam
- Musée Het Grachtenhuis, Herengracht 386, Amsterdam
- Maison Bambeeck, Kloveniersburgwal 77A, Amsterdam